# Медіатекст
Медіатекст — це усний чи писемний твір масовоінформаційної діяльності та масової комунікації.
Сутність медіатексту — конкретна інформація, що виражена мовленням з метою впливу та переконання. За медіатекстом стоїть мовна особистість журналіста, його світосприйняття, інтелектуальний рівень, когнітивна здатність. Для медіатексту, як і тексту взагалі, характерні логічна завершеність висловлювань, комунікативний намір та прагматична установка. Відображення в тексті події передбачає наявність у ньому затексту (те, що за кадром) — фрагменту події, що описується в тексті. Затекст присутній тут неявно. Одним із комунікативних завдань медіатексту — описати затекст так, як його бачить журналіст.